# Hapithus rolphi
Hapithus rolphi är en insektsart som först beskrevs av Henri Saussure 1878.  Hapithus rolphi ingår i släktet Hapithus och familjen syrsor. Inga underarter finns listade i Catalogue of Life.